# 5-я дивизия авианосцев (Япония)
5-я дивизия авианосцев (яп. 第五航空戦隊 Дай го ко: ку: сэнтай) — соединение военно-морского флота Японии периода Второй мировой войны.

## Боевой путь
Дивизия была сформирована 25 августа 1941 года в составе 1-го воздушного флота. Командиром был назначен 52-летний контр-адмирал Тюити Хара. Основу дивизии составили новенькие тяжёлые односерийные авианосцы «Сёкаку» (вступил в строй 8 августа в Йокосуке; с 10 сентября на нём держал флаг адмирал) и «Дзуйкаку» (укомплектован 25 сентября в Кобе). Ввод в строй этих авианосцев являлся одним из важнейших условий выполнения операции против Пёрл-Харбора. На кораблях сразу же началась интенсивная подготовка экипажей самолётов. План операции окончательно утвердили 3 ноября 1941 года. 14 ноября командующий контр-адмирал перенёс флаг на «Дзуйкаку», а уже 19-го оба «журавля» последними из сил, задействованных в операции, покинули Внутреннее море и 22-го прибыли в передовую базу Хитокаппу на Курильских островах — место сосредоточения ударного соединения вице-адмирала Тюити Нагумо. В операции участвовали все шесть больших авианосцев (378 самолётов), 2 линкора, 2 тяжёлых и 1 лёгкий крейсер, 9 эсминцев и несколько танкеров для дозаправки в море.
Соединение, выйдя в море 26 ноября, на рассвете 7 декабря скрытно подошло к базе Пёрл-Харбор на атолле Оаху, где находились основные силы Тихоокеанского флота США: 8 линкоров, 2 тяжёлых и 6 лёгких крейсеров, 29 эсминцев, 5 подлодок и множество вспомогательных кораблей.
Первый удар нанесли 51 пикировщик (25 с «Дзуйкаку» и 26 с «Сёкаку», несшие по 250-кг бомбе) и 89 бомбардировщиков-торпедоносцев (40 с торпедами, 49 с бронебойными бомбами, переделанными из 356-мм снарядов), прикрываемые 43 истребителями (из них 5 с «Дзуйкаку» и 6 с «Сёкаку»). Во второй волне вылетели 54 бомбардировщика-торпедоносца (по 27 с «Дзуйкаку» и «Сёкаку», вооружённые одной 250-кг и шестью 60-кг бомбами каждый), 80 пикирующих бомбардировщиков и 35 истребителей. 54 истребителя (по 9 с каждого авианосца) остались на кораблях для отражения возможных атак американской авианосной и береговой авиации. Поскольку экипажи самолётов с «Сёкаку» и «Дзуйкаку», хотя и имели боевой опыт войны с Китаем, не прошли полного курса боевой подготовки для действий в условиях мелководной гавани, цели для них были назначены вспомогательные — береговые аэродромы, склады и т. п., на которые они сбросили в сумме около 20 тонн бомб, потеряв только 1 «Вэл» из состава первой волны.
В результате этих атак погибли линкоры «Аризона», «Оклахома», «Вест Вирджиния», «Невада» и «Калифорния» (правда, последние три корабля американцам удалось впоследствии ввести в строй), а также несколько более мелких и вспомогательных кораблей. Кроме того, японцы уничтожили на земле около 170 самолётов, повредили множество других кораблей, в том числе ещё три линкора, нанесли огромный ущерб береговым объектам базы. Цена за такой успех была мизерной — всего 9 «Зеро», 15 «Вэлов» и 5 «Кэйтов». Сами корабли японского соединения, так и не обнаруженные американцами, никаких потерь не понесли и 23 декабря благополучно вернулись в Куре.
С 30 декабря 1941 года по 3 января 1942 года «Дзуйкаку» находился в сухом доке для планового осмотра подводной части, 5-го он перешёл в Хиросиму, откуда 9-го вслед за ушедшим на два дня раньше «Сёкаку» отправился на базу Трук (Каролинские острова), где для дальнейшего проведения наступательных операций сосредотачивались главные силы японского флота. С 14 по 29 января дивизия в составе авианосного соединения Нагумо участвовала в рейде к восточному побережью Новой Гвинеи и Соломоновым островам, в ходе которого её самолёты нанесли удары по базам в Рабауле и Лаэ, прикрыв затем высадку десанта в Рабаул. После возвращения в Трук «Сёкаку» ушёл на плановый ремонт в Японию, где с 27 февраля по 5 марта находился в сухом доке Йокосуки.
1 февраля американские авианосцы нанесли удар по Маршалловым островам, что заставило японцев отменить готовящиеся операции соединения Нагумо и послать его на поиски авианосцев противника. Поскольку Маршалловы острова находились довольно близко от Японии, командование Соединенным Флотом приказало «Дзуйкаку» вернуться в метрополию для отражения возможных атак. 13 февраля он прибыл в Йокосуку, и до середины марта оба наиболее мощных японских авианосца несли патрульную службу в районе Йокосука-Микава-Куре.
24 марта «журавли» прибыли в бухту Стерлинг, где присоединились к соединению вице-адмирала Нагумо, готовящемуся к рейду в Индийский океан. В ходе этой операции, которая планировалась как «индийский вариант» Пёрл-Харбора, японцы собирались нанести внезапный и сокрушительный удар по британскому Восточному флоту адмирала Сомервилла. Вышедшее 26 марта из бухты Стерлинг, 1 апреля соединение вошло в Индийский океан. Им противостояли силы, на бумаге выглядевшие довольно внушительно: 3 авианосца, 5 линкоров, 2 тяжёлых и 2 лёгких крейсера, 14 эсминцев. Но британские корабли, к тому же разбросанные между несколькими базами, по большей части являлись ветеранами Первой мировой войны, а два современных авианосца имели всего 78 самолётов против свыше 300 японских, превосходящих их почти по всем показателям. Единственное преимущество англичан заключалось в наличии радара на кораблях и некоторых самолётах-торпедоносцах типа «Альбакор», а также в хорошей подготовке лётчиков для ночных операций.
Адмирал Сомервилл, хорошо понимая недостатки своих сил, выбрал соответствующую тактику: по данным разведки, что соединение Нагумо нанесёт удар по порту Коломбо (остров Цейлон) 1 апреля, он вывел флот из своей секретной базы на атолле Адду (Мальдивские острова, в 480 милях на WSW от Коломбо) с таким расчётом, чтобы к ночи сблизиться с противником на дистанцию действия своих устаревших самолётов. Однако японцы в расчётное время обнаружены не были, и вечером 2 апреля английские корабли вернулись на базу для заправки топливом. Скорее всего, это только спасло Сомервилла, поскольку при подавляющем преимуществе японской авианосной авиации участь его флота, даже при поддержке береговых эскадрилий, была бы плачевной. Последующие события это с очевидностью продемонстрировали.
На рассвете 5 апреля с палуб японских авианосцев для атаки Коломбо поднялись 36 «Зеро», 36 «Вэлов» и 53 «Кэйта» (вооружённые бомбами). Первой их жертвой стали 6 торпедоносцев «Суордфиш», которые совершали перелёт на передовую базу для действий по японским кораблям. Около 8:00 японские бомбы обрушились на корабли и береговые объекты в Коломбо. Из находившихся в гавани 5 боевых, 8 вспомогательных кораблей и 21 транспорта удалось потопить эсминец «Тинедос» и вспомогательное судно «Хектор», ещё три судна получили повреждения. Столь незавидный результат объяснялся готовностью англичан к налёту, а также желанием японцев в первую очередь вывести из строя судоремонтные заводы и грузовые причалы. Поднятым на перехват 33 «Харрикейнам» и «Фулмарам» ценой гибели 16 своих машин удалось сбить всего 6 «Вэлов» и 1 «Зеро».
Идущее на север соединение Нагумо в 460 милях к SE от Цейлона обнаружила патрульная «Каталина». Хотя и этот самолёт был сбит, он успел донести командованию о противнике. Поэтому, когда 91 «Кэйт» и 38 «Зеро» появились над гаванью порта Тринкомали, целей, достойных такого налёта, не было. Зато в воздухе барражировали 22 английских истребителя, заблаговременно поднятых на перехват. Уступая качественно и количественно, они смогли сбить 1 «Кэйт», 1 «Зеро» и повредить ещё 11 «Кэйтов» (один упал в море на обратном пути), а сами потеряли 8 «Харрикейнов» и 1 «Фулмар». Ещё пару «Зеро» сбили зенитки. Результаты атаки оказались скромными: потоплен сухогруз и плавучий док, уничтожено на земле 13 самолётов, несколько повреждены береговые объекты базы.
Когда с палуб японских авианосцев готовилась к старту вторая волна самолётов, от ГСМ с линкора «Харуна» Нагумо получил сообщение, что в 65 милях к югу от Тринкомали обнаружен авианосец англичан в сопровождении нескольких кораблей. Это были вышедшие из порта по предупреждению о готовящемся японском налете авианосец «Гермес», эскортный эсминец «Вэмпайр», танкер «Бритиш Сержант», вспомогательное судно «Этелстоун» и корвет «Холлихок». Все 85 «Вэлов» и 9 «Зеро» второй волны бросили на новую цель, а возвращавшиеся от Тринкомали «Кэйты» стали быстро перевооружать торпедами. Но последние не понадобились — снова добившись фантастического процента попаданий 250-кг бомбами, «Вэлы» перетопили все корабли за четверть часа без потерь со своей стороны. 14 «Вэлов» с «Дзуйкаку» и 18 с «Сёкаку» поддержали марку 1-го Воздушного Флота, положив на палубу английского авианосца по 13 бомб. А общего числа попавших в «Гермес» 37 японских «подарков» с лихвой хватило бы и на остальные авианосцы Сомервилла, несмотря на их бронированные палубы. Радость лёгкой победы несколько испортили восемь английских истребителей, неожиданно налетевших на возвращавшиеся с триумфом «Вэлы». Они успели сбить четыре бомбардировщика, пока очнувшиеся «Зеро» не ответили двумя точными очередями, заставив остальных быстро ретироваться.
Возвращаясь на авианосцы, японские летчики обнаружили над соединением 9 бомбардировщиков «Бленхейм» — первые самолёты союзников, увидевшие корабли Нагумо с начала войны. Атака англичанам не удалась, только четыре машины смогли вернуться на базу. Японцы же при этом потеряли два «Зеро» — последние из 19 погибших в ходе всего рейда самолётов.
На пути в Японию, «Сёкаку» и «Дзуйкаку», получивших уже достаточный боевой опыт, выделили для проведения самостоятельной операции по захвату порта Морсби (остров Новая Гвинея), после чего вместе с остальными авианосцами Нагумо они должны были принять участие в операции против атолла Мидуэй. Оба «журавля» прибыли на базу Трук 25 апреля, откуда 1 мая вышли в составе ударного соединения вице-адмирала Такэо Такаги. Кроме них в операции участвовали легкий авианосец «Сёхо», 6 тяжёлых и 2 лёгких крейсера, 14 эсминцев и другие корабли. Соединение Такаги должно было осуществлять дальнее прикрытие сил вторжения, а «Сёхо» с четырьмя тяжёлыми крейсерами — ближнее. Одновременно «Сёхо» служил как бы «приманкой», отвлекающей от 5-й дивизии возможные удары американской авиации. Такая тактическая организация, применяемая японцами ещё много раз, в данном случае впервые сыграла свою роль.
Американское командование вовремя узнало о намерениях японцев, и послало в Коралловое море большие авианосцы «Йорктаун» и «Лексингтон» в охранении 7 тяжёлых крейсеров, 1 лёгкого и 13 эсминцев.
Операция началась захватом японцами Тулаги 3 мая. На следующий день самолёты с «Йорктауна» нанесли по месту высадки удар, потопив эсминец и несколько мелких судов. Узнав о присутствии американских авианосцев, вице-адмирал Такаги попытался организовать их поиск с помощью ГСМ своих тяжёлых крейсеров. Но последние впервые действовали в составе авианосного соединения, и поиск противника оказался им «не по зубам». Пришлось послать в разведывательный полёт «Кэйты» с «Сёкаку» и «Дзуйкаку». До этого торпедоносцы 5-й дивизии вели поиск противника в открытом море всего один раз, да и то вместе с более опытными экипажами 1-й и 2-й дивизий. Первый их самостоятельный полёт 7 мая закончился полным провалом — обнаруженные в 8:30 танкер «Неошо» и эсминец «Симс» они приняли за большой авианосец и крейсер. Контр-адмирал Хара послал для атаки этой «важной» цели 24 «Кэйта», 36 «Вэлов» и 18 «Зеро». Американским кораблям удалось уклониться от всех бомб, сброшенных «Кэйтами» с горизонтального полета, но появившиеся в полдень японские пикировщики поразили «Симс» тремя 250-кг бомбами, быстро отправив его на дно, и попали семью бомбами в танкер, который также получил повреждения от упавшего на него «Вэла» и восьми близких разрывов («Неошо» затонул только 11 мая).
В это время американские самолёты довольно быстро расправились с принесенным в жертву «Сёхо», но главные силы противника и им обнаружить не удалось. После полудня разведывательные полёты обеих сторон ясности в обстановку не внесли. Тем не менее в 16:20 с «Сёкаку» и «Дзуйкаку» поднялись 15 «Кэйтов» и 12 «Вэлов» в надежде всё-таки найти и атаковать американские авианосцы. Поиск успехом не увенчался. На обратном пути 10 самолётов были сбиты американскими истребителями (те потеряли 2), а 13, так и не обнаружив свои авианосцы, совершили посадку на воду или погибли под огнём зениток при попытке сесть на «Йорктаун».
Утром 8 мая противники обнаружили друг друга и почти одновременно подняли свои самолёты в атаку. Группа из 33 «Вэлов», 18 «Кэйтов» и 18 «Зеро» около 11 часов вышла в атаку на американское соединение. Поражённый двумя торпедами и 2 бомбами (плюс несколько опасных близких разрывов) «Лексингтон» получил тяжёлые повреждения и к концу дня был затоплен американцами. В «Йорктаун» попала 250-кг бомба, но нанесённые ею повреждения на боеспособности корабля не сказались.
Буквально на несколько минут раньше под удар 28 пикировщиков и 20 торпедоносцев попал «Сёкаку» (находившийся всего в нескольких кабельтовых «Дзуйкаку» оказался скрытым от противника дождевым шквалом). В авианосец попало 2 или 3 бомбы: одна, пробив полетную палубу в носу, взорвалась в отделении якорных машин и вызвала сильные пожары авиабензина; другая попала в корму с правого борта и разрушила мастерские по ремонту самолётов. 108 человек из экипажа «Сёкаку» погибли, 40 были ранены. На корабле начались сильные пожары, и он лишился возможности выпускать самолёты, а вскоре — и возможности их принимать. Некоторые вернувшиеся из атаки самолётов «Сёкаку» сели на «Дзуйкаку», а два приземлились на береговом аэродроме.
«Парящего журавля» с огромным трудом довели до Японии. На переходе он попал в шторм, принял много воды и чуть было не опрокинулся. 17 мая «Сёкаку» прибыл в Куре и в течение трех месяцев проходил ремонт повреждений (16-27 июня в доке). «Дзуйкаку» после захода в Трук прибыл в Куре на 4 дня позже, но принять участия в операции по захвату атолла Мидуэй он не смог — после боев 7-8 мая на 5-й дивизии осталось всего 39 операционнопригодных самолётов (86 погибло с большинством экипажей).
Японцы после боя в Коралловом море считали, что утопили два больших американских авианосца. Кроме того, что это не позволило их командованию правильно оценить силы противника перед операцией по захвату атолла Мидуэй, эта информация создала у экипажей 1-й и 2-й дивизий прямо таки шапкозакидательское настроение. Если уж самолётам с «Сёкаку» и «Дзуйкаку», которые все ещё считались «второстепенной силой», удалось уничтожить два авианосца противника, то ветеранам с «Кага», «Акаги», «Сорю» и «Хирю» просто ничего не стоит перетопить весь оставшийся американский флот. Жизнь показала обратное — все эти японские авианосцы погибли 4-5 июня в бою у атолла Мидуэй, сумев пустить ко дну только один американский («Йорктаун»).
14 июня «Дзуйкаку» включили в состав 2-го Ударного Соединения для участия в операции по захвату Алеутских островов. 23-го он прибыл в Омнато (северная оконечность острова Хонсю), где присоединился к 4-й дивизии («Дзюнъё», «Дзуйхо», «Рюхо»). 30 июня все четыре авианосца с кораблями сопровождения вышли в море для прикрытия конвоя на остров Кыска. После высадки десанта авианосцы с 3 по 6 июля крейсировали к югу от Кыски, чтобы предотвратить возможные удары американцев по десанту. 14 июля «Дзуйкаку» вернулся в Куре. Вместе с заканчивающим ремонт «Сёкаку» и лёгким авианосцем «Дзуйхо» они были переведены в 1-ю дивизию авианосцев переформированного после поражения у Мидуэя ударного соединения вице-адмирала Нагумо, а 5-я дивизия была расформирована.

## Организация дивизии
- тяжёлый авианосец «Сёкаку» (с 25 августа 1941 по 14 июля 1942), идентификационный символ EI
- тяжёлый авианосец «Дзуйкаку» (с 25 сентября 1941 по 14 июля 1942), идентификационный символ EII
- лёгкий авианосец «Дзуйхо» (с 20 июня по 14 июля 1942), идентификационный символ EIII
- эскортный авианосец «Тайё» (с 5 по 25 сентября 1941)
- эсминец «Оборо» (с 25 августа 1941 по 10 апреля 1942)
- эсминец «Садзанами» (с 25 августа по 17 сентября 1941)
- эсминец «Акигумо» (с 17 сентября 1941 по 10 апреля 1942)

## Командир
- контр-адмирал Тюити Хара